# ازدحام پنوم‌پن
ازدحام پنوم‌پن (انگلیسی: Phnom Penh stampede) له‌شدن در اثر ازدحام جمعیتی بود که در ۲۲ نوامبر ۲۰۱۰ اتفاق افتاد، هنگامی که ۳۴۷ نفر در ازدحام انسانی در جریان جشن آب خمر در پایتخت کامبوج، پنوم‌پن کشته شدند و ۷۵۵ نفر دیگر مجروح شدند.